# Пизес (Белуно)
Пизес (итал. Pises) је насеље у Италији у округу Белуно, региону Венето.
Према процени из 2011. у насељу је живело 15 становника. Насеље се налази на надморској висини од 516 м.